# The Pokémon Company
The Pokémon Company (株式会社ポケモン Kabushiki gaisha Pokemon) là một công ty Nhật Bản có trách nhiệm quản lý thương hiệu, sản xuất, tiếp thị và cấp phép nhượng quyền thương mại thương hiệu Pokémon, bao gồm các phần mềm trò chơi video, trò chơi thẻ bài, kinh doanh, series anime truyền hình, phim, truyện tranh, các sản phẩm giải trí gia đình, hàng hóa và các dự án khác. Được thành lập thông qua một khoản đầu tư chung của ba doanh nghiệp đồng nắm giữ bản quyền Pokémon: Nintendo, Game Freak và Creatures, với mỗi bên trong số họ có một phần ba cổ phần của The Pokémon Company do là đồng quản lí và sáng lập thương hiệu này. Nó bắt đầu hoạt động vào năm 1998 và thông qua tên Pokémon Ltd. vào tháng 10 năm 2000. Công ty có trụ sở tại Tháp Roppongi Hills Mori ở Roppongi, Minato, Tokyo.

Logo Chi nhánh quốc tế của The Pokémon Company.

Công ty có các có các công ty con riêng biệt xử lý các hoạt động ở các khu vực khác nhau trên thế giới. The Pokémon Company International hỗ trợ các vùng lãnh thổ bên ngoài châu Á và chịu trách nhiệm quản lý thương hiệu, cấp phép bản quyền, tiếp thị các trò chơi thẻ bài Pokémon, phim anime hoạt hình truyền hình, giải trí gia đình và còn quản lý các trang web Pokémon chính thức trên các lãnh thổ bên ngoài châu Á. Tại Hàn Quốc, các hoạt động được xử lý bởi Pokémon Korea, Inc.
The Pokémon Company cũng xử lý việc xuất bản tất cả các trò chơi điện tử Pokémon kể từ năm 2001 với tư cách là nhà phát hành chính. The Pokémon Company chủ yếu chịu trách nhiệm tiếp thị và tài trợ, trong khi Nintendo xử lý việc phân phối các tựa game ở Nhật Bản và bên ngoài quốc gia. Cả hai công ty đều làm việc cùng nhau trong lĩnh vực nội địa hóa, sản xuất, đảm bảo chất lượng và các khía cạnh khác. Công ty hoàn toàn chịu trách nhiệm xuất bản và cấp phép cho các tựa game Pokémon trên điện thoại di động, không giống như các tựa game console mà họ có sự trợ giúp từ Nintendo.

## Lịch sử
Năm 1998, Nintendo, Creatures, và Game Freak đã thành lập The Pokemon Center Company (ポケモンセンター株式会社 Pokemon Sentā Kabushiki gaisha) để quản lý hiệu quả các cửa hàng Pokémon Center ở Nhật Bản. Sau khi Pokémon Gold và Silver nổi tiếng, họ đã nhận được nhiều đề xuất mua bán từ khắp nơi trên thế giới. Các công ty quan tâm đến việc hợp tác với thương hiệu Pokémon. Vào thời điểm đó, Ishihara Tsunekazu của Creatures là người chịu trách nhiệm phê duyệt các sản phẩm được cấp phép. Do khối lượng sản phẩm quá lớn, Ishihara nghĩ rằng việc để chỉ một người xử lý là quá nhiều. Đồng thời, để tiếp tục nhượng quyền thương mại, Ishihara mong muốn mở rộng nhượng quyền thương mại hơn nữa với các mục tiêu dài hạn, chẳng hạn như tiếp tục loạt anime và phát hành một bộ phim mỗi năm. Sau đó, mọi người quyết định rằng cần phải có một tổ chức mới để tập hợp tất cả các khâu quản lý thương hiệu lại với nhau.
Điều này đã khiến ba công ty biến The Pokémon Center Company thành The Pokémon Company và mở rộng hơn nữa trách nhiệm và lĩnh vực kinh doanh. Theo Iwata Satoru, thành lập The Pokémon Company là một trong những dự án đầu tiên của ông tại Nintendo.
Quản lý các cửa hàng Pokémon Center vẫn là trụ cột của công ty. Tổng cộng có các cửa hàng ở 11 địa điểm: Sapporo, Tohoku (Sendai), Tokyo, Skytree Town (Oshiage), Tokyo-Bay (Chiba), Yokohama, Nagoya, Kyoto, Osaka, Hiroshima và Fukuoka.
Chi nhánh ở Mỹ (Pokémon USA, Inc.) mở cửa vào năm 2001 để xử lý việc cấp phép ở nước ngoài. Nintendo Australia thực hiện một số cấp phép và tiếp thị các sản phẩm Pokémon ở Australia và New Zealand, vì The Pokémon Company không có chi nhánh ở Australia.
Kể từ năm 2001, gần như tất cả các sản phẩm Pokémon có công ty đại diện là "©Pokémon" trong xác nhận bản quyền với ba tên thông thường là "© Nintendo", "©GAME FREAK inc." và "©Creatures Inc." Ba công ty cũng có quyền sở hữu tất cả các nhãn hiệu liên quan đến Pokémon ở Nhật Bản trong khi Nintendo là chủ sở hữu duy nhất của các nhãn hiệu liên quan đến Pokémon ở các quốc gia khác. Trò chơi điện tử, Pokémon Trading Card Game và đồ chơi được cấp phép vẫn đang được sản xuất bởi các công ty bên thứ ba và thứ hai như Tomy và Jazwares.
Vào tháng 10 năm 2001, 4Kids Entertainment (nay được gọi là Konami Cross Media NY) đã mua lại 3% cổ phần của The Pokémon Company với số tiền không được tiết lộ. Họ đã thanh lý số cổ phần này 4 năm sau đó với giá 960.000 USD.
Năm 2006, Pokémon Korea, Inc. được thành lập để quản lý hoạt động của công ty tại Hàn Quốc. Trụ sở chính của nó được đặt tại Seoul.
Vào năm 2009, Pokémon USA và Pokémon UK hợp nhất để trở thành The Pokémon Company International, chuyên xử lý các hoạt động ở Mỹ và châu Âu dưới sự quản lý của Okubo Kenji. Công ty có văn phòng ở Mỹ tại Bellevue, Washington và các văn phòng ở Anh tại London. Một số hoạt động của Úc do Nintendo Australia kiểm soát.
Pokémon Center Co., Ltd. được thành lập vào tháng 8 năm 2011 để quản lý thương hiệu Pokémon Center và các cửa hàng tại Nhật Bản. Hoạt động của nó bao gồm điều hành các cửa hàng Pokémon Store và Pokémon Center, duy trì các máy bán hàng tự động Pokémon Stand và vận hành Pokémon Center Online, cũng như giám sát thiết kế và sản xuất hàng hóa thương hiệu Pokémon Center của Nhật Bản. Uego Yomiomi là Chủ tịch kiêm Giám đốc điều hành.

## Danh sách sản phẩm

### Trò chơi
- Dòng trò chơi Pokémon
  - Danh sách các tựa game Pokémon
- Pokémon Trading Card Game
- Pokémon Trading Figure Game

### Anime
- Loạt anime truyền hình Pokémon
- Loạt phim anime điện ảnh Pokémon

### Sách
- Bộ manga Pokémon
- Bộ sách Pokémon Junior

### Phim điện ảnh
- Loạt phim anime điện ảnh Pokémon
- Pokémon: Thám tử Pikachu (phim người đóng)

## Hàng hóa được cấp phép
| Năm                    | Khu vực                    | Doanh số (triệu US$) | Ghi chú |
| ---------------------- | -------------------------- | -------------------- | --- |
| 1999                   | Toàn thế giới              | 7,000                | 350,28 tỷ yên Nhật (3,075 tỷ đô la Mỹ) ở Nhật Bản. |
| 2001                   | Bên ngoài Châu Á           | 2,000                | |
| 2002                   | Mỹ                         | 1,100                | |
| 2003                   | Mỹ                         | 1,300                | |
| 1996–2003              | Toàn thế giới              | 30,000               | |
| 2004                   | Mỹ                         | 1,300                | |
| 2005                   | Nhật Bản+ Mỹ               | 1.892                | 65,21 tỷ yên Nhật (592 triệu đô la Mỹ) ở Nhật Bản. 1,3 tỷ đô la Mỹ ở Mỹ. |
| 2006                   | Mỹ                         | 1,300                | |
| 2007                   | Nhật Bản+ Mỹ               | 2.543                | 134,56 tỷ yên Nhật (1,143 tỷ đô la Mỹ) ở Nhật Bản. 1,4 tỷ đô la Mỹ ở Mỹ. |
| 2008                   | Nhật Bản+ Mỹ               | 2,512                | 114,929 tỷ yên Nhật (1.041 triệu đô la Mỹ) ở Nhật Bản. 1,4 tỷ đô la Mỹ ở Mỹ. |
| 2009                   | Nhật Bản+ Bên ngoài Châu Á | 2,595                | 111,809 tỷ yên Nhật (1.013 triệu đô la Mỹ) ở Nhật Bản. 1,4 tỷ đô la Mỹ bên ngoài Châu Á. |
| 2010                   | Nhật Bản+ Bên ngoài Châu Á | 3,804                | 114,484 tỷ yên Nhật (1,304 tỷ đô la Mỹ) ở Nhật Bản. 2,5 tỷ đô la Mỹ bên ngoài Châu Á. |
| 2011                   | Nhật Bản+ Bên ngoài Châu Á | 2,848                | 107,602 tỷ yên Nhật (1.348 triệu đô la Mỹ) ở Nhật Bản. 1,5 tỷ đô la Mỹ bên ngoài Châu Á. |
| 2012                   | Nhật Bản+ Bên ngoài Châu Á | 2,754                | 92,04 tỷ yên Nhật (1.154 triệu đô la Mỹ) ở Nhật Bản. 1,6 tỷ đô la Mỹ bên ngoài Châu Á. |
| 2013                   | Nhật Bản+ Bên ngoài Châu Á | 2,393                | 86,978 tỷ yên Nhật (893 triệu đô la Mỹ) ở Nhật Bản. 1,5 tỷ đô la Mỹ bên ngoài Châu Á. |
| 2014                   | Nhật Bản+ Bên ngoài Châu Á | 2,678                | 71,825 tỷ yên Nhật (678 triệu đô la Mỹ) ở Nhật Bản. 2 tỷ đô la Mỹ bên ngoài Châu Á. Doanh số Pokémon TCG tăng 51% ở thị trường Anh, và 34% ở Bắc Mỹ. |
| 2014–2015              | Ấn Độ                      |                      | Hồi sinh của thương hiệu Pokémon ở Ấn Độ. |
| 2015                   | Nhật Bản+ Bên ngoài Châu Á | 2,608                | 55,257 tỷ yên Nhật (500 triệu đô la Mỹ) ở Nhật Bản. 2,1 tỷ đô la Mỹ bên ngoài Châu Á. Doanh số Pokémon TCG tăng 56%. |
| 2016                   | Nhật Bản+ Bên ngoài Châu Á | 3,884                | 63,52 tỷ yên Nhật (584 triệu đô la Mỹ) ở Nhật Bản. 3,3 tỷ đô la Mỹ bên ngoài Châu Á. Kỷ niệm 20 năm thành lập thương hiệu trùng với quảng cáo Super Bowl 50, ra mắt trò chơi điện tử Pokémon Go và Sun & Moon cũng như loạt phim hoạt hình Sun & Moon, và Pokémon TCG trở thành trò chơi bài sưu tập bán chạy nhất.                                                                 |
| 2017                   | Nhật Bản+ Bên ngoài Châu Á | 4,081                | 64,584 tỷ yên Nhật (576 triệu đô la Mỹ) ở Nhật Bản. 3,5 tỷ đô la Mỹ bên ngoài Châu Á. Đồ chơi Pokémon tăng doanh thu và là thương hiệu đồ chơi bán chạy nhất. Phát hành bản mở rộng Sun & Moon của Pokémon TCG, tiếp nối thành công của Pokémon Go, và ra mắt toàn cầu các trò chơi Ultra Sun & Ultra Moon và Pokkén Tournament DX, I Choose You và loạt phim hoạt hình Sun & Moon. |
| 2018                   | Nhật Bản+ Bên ngoài Châu Á | 3,681                | 77,417 tỷ yên Nhật (701 triệu đô la Mỹ) ở Nhật Bản. 2,98 tỷ đô la Mỹ bên ngoài Châu Á. |
| 2019                   | Nhật Bản+ Bên ngoài Châu Á | 5,127                | 101,06 tỷ yên Nhật (915 triệu đô la Mỹ) ở Nhật Bản. 4,2 tỷ đô la Mỹ bên ngoài Châu Á. Tăng trưởng đáng kể nhờ sự ra mắt toàn cầu của phim người đóng Pokémon: Detective Pikachu, trò chơi điện tử Pokémon Sword & Shield và mùa phim hoạt hình Sun & Moon: Ultra Legends, trong khi Pokémon Go vượt qua 1 tỷ lượt tải xuống.                                                        |
| 2020                   | Bên ngoài Châu Á           | 5,100                | |
| Tổng doanh thu đã biết | Toàn thế giới              | 81,100               | |